# Ostřice útloklasá
Ostřice útloklasá (Carex brachystachys) je druh jednoděložné rostliny z čeledi šáchorovité (Cyperaceae).

## Popis
Jedná se o rostlinu dosahující výšky nejčastěji 10–30 cm. Je vytrvalá, hustě trsnatá s krátkými oddenky. Listy jsou střídavé, přisedlé, s listovými pochvami. Lodyha je tupě trojhranná, hladká, delší než listy. Bazální pochvy jsou červenohnědé, nerozpadavé. Čepele jsou velmi úzké, pouze 0,5–1 mm široké, žlábkovité, hlavně za sucha až štětinovitě svinuté. Ostřice útloklasá patří mezi různoklasé ostřice, nahoře je klásek samčí (vzácně na vrcholu s nějakými samičími květy), dolní klásky jsou pak čistě samičí. Dolní listen je většinou kratší než příslušný klásek. Samčí klásek je většinou 1, samičích klásků je nejčastěji 2–3, jsou úzce válcovité, cca 1–2 cm dlouhé, nicí na vláskovitě hladkých stopkách. Okvětí chybí. V samčích květech jsou zpravidla 3 tyčinky. Blizny jsou většinou 3. Plodem je mošnička, která je nejčastěji 3,5–4,5 mm dlouhá, úzce vejčitá až vejčitě kopinatá, skoro 2× delší než pleva, na vrcholu zakončená zobánkem. Každá mošnička je podepřená plevou, která je červenohnědá až černohnědá se zeleným středním žebrem.

## Rozšíření ve světě
Ostřice útloklasá je evropský druh, roste ve středoevropských až jihoevropských horách jako Pyreneje, Alpy, Švýcarský Jura, Karpaty a hory severozápadu Balkánského poloostrova.. Zpravidla roste na bazickém podkladě.. V České republice neroste, nejblíže jí najdeme ve vápencových částech slovenských Karpat, popř. v Alpách.